# یواس‌اس مانوود (آی‌دی-۴۴۶۰)
یواس‌اس مانوود (آی‌دی-۴۴۶۰) (به انگلیسی: USS Munwood (ID-4460)) یک کشتی بود که طول آن ۳۴۵ فوت (۱۰۵ متر) بود. این کشتی در سال ۱۹۱۴ ساخته شد.